# Фуцзянь
Фуцзя́нь (кит. упр. 福建, пиньинь Fújiàn) — провинция на юго-востоке Китая. Власти провинции размещаются в Фучжоу. Согласно переписи 2020 года в Фуцзяни проживало 41,54 млн человек.

## География

Топографическая карта провинции Фуцзянь

Провинция Фуцзянь граничит с провинцией Чжэцзян на севере, провинцией Цзянси на западе и провинцией Гуандун на юге.
Провинция Фуцзянь в основном гористая, про неё с древности ходила поговорка: «Фуцзянь — это восемь частей гор, одна часть воды и одна часть пашни» (кит. упр. 八山一水一分田). Горы Уишань образуют границу между провинциями Фуцзянь и Цзянси. Самая высокая точка Фуцзяни — Хуанганшань в горах Уишань, её высота равна 2157 метров. Фуцзянь — самая лесистая провинция Китая, в 2009 году 62,96 % её площади было покрыто лесами.
Фуцзянь имеет выход к Южно-Китайскому морю, Тайваньский пролив отделяет провинцию от острова Тайвань, соединяя Южно-Китайское море с Восточно-Китайским. Береговая линия провинции сильно изрезана, вдоль побережья находится множество заливов и островов.
Основные острова: Цзиньмыньцюньдао и Мацзу (находятся под контролем Китайской Республики), а также Пинтань и Нанри. Остров Мэйчжоу занимает центральное место в культе богини Мацзу, покровительницы китайских моряков.
Река Миньцзян и её притоки пересекают большую часть северной и центральной части Фуцзяни. Другие важные реки — Цзиньцзян и Цзюлунцзян. Из-за неровной топографии реки Фуцзяни имеют множество порогов.
В провинции находится несколько разломов, являющихся результатом столкновения Евразийской и Филиппинской плит. Зоны разломов Чанлэ-Наоао и Лонган-Цзиньцзян в этой области имеют годовые скорости смещения 3-5 мм. В будущем они могут вызвать сильные землетрясения.
Климат провинции — субтропический океанический. Зима мягкая, в январе в прибрежных районах среднегодовая температура около 7-10 °C, а на холмах — 6-8 °C. Летом температура высокая, прибрежная полоса часто оказывается под ударами тайфунов, идущих с Тихого океана. Среднегодовое количество осадков составляет 1400—2000 миллиметров.

### Животный мир
В прибрежных болотах и мангровых лесах, расположенных в устье реки Чжанцзян, обитают цапли.

## История
В древности территорию провинции населял народ байюэ, создавший своё государство Миньюэ.
Уже во времена империи Сун существовала такая административная единица, как Фуцзяньский регион (福建路), название которого являлось аббревиатурой из названий входящих в его состав Фучжоуской и Цзяньчжоуской областей.
После того, как в XIII веке китайские земли были завоёваны монголами, власти монгольской империи Юань разделили страну на крупные регионы, управляемые син-чжуншушэнами. Ещё во время завоевания фуцзяньских земель для администрирования покоряемых территорий был создан Фуцзяньский син-чжуншушэн (福建行中书省); по окончании завоевания он был включён в аппарат Цзянчжэского син-чжуншушэна (江浙行中书省).
После свержения власти монголов и образования империи Мин поначалу были сохранены административные структуры империи Юань. В 1369 году был воссоздан Фуцзяньский син-чжуншушэн. В 1376 году вместо син-чжуншушэнов провинции стали управляться чиновниками в ранге бучжэнши (布政使); местом пребывания Фуцзяньского бучжэнши стал Фучжоу.
Во время второй японо-китайской войны правительство провинции Фуцзянь с апреля 1938 года и вплоть до окончания войны в 1945 году размещалось в уезде Юнъань.

## Население

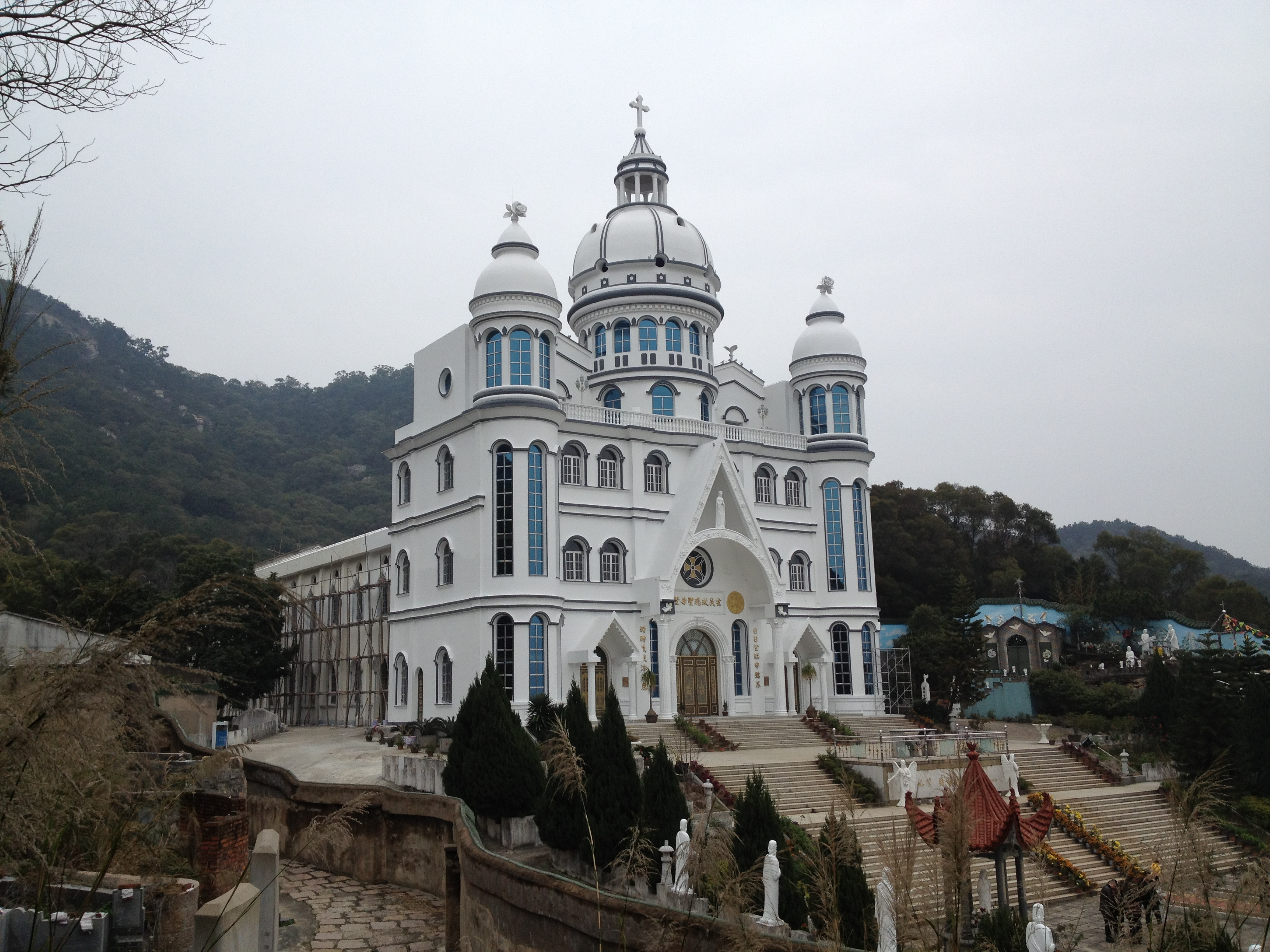
Католическая церковь в Фучжоу

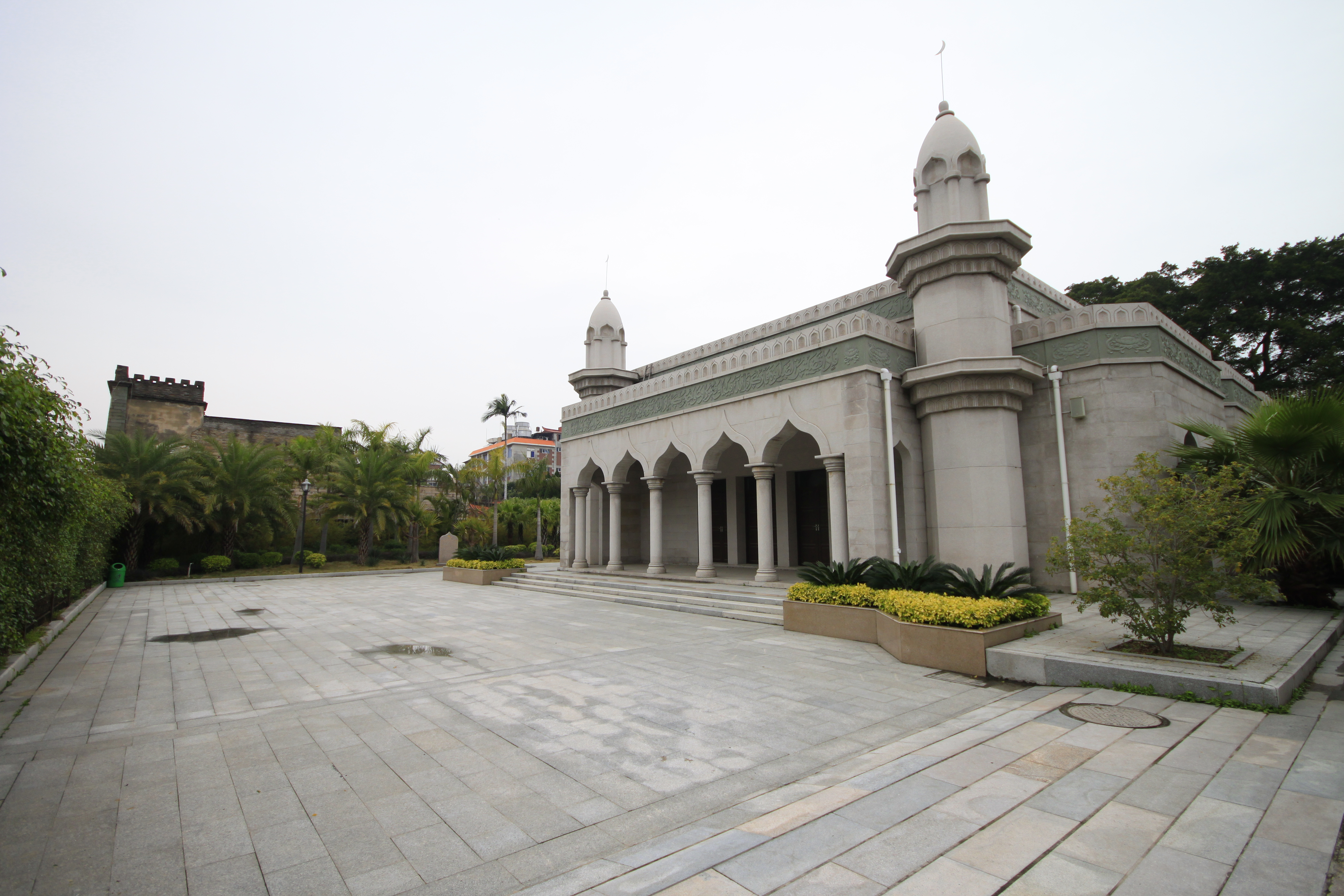
Мечеть в Цюаньчжоу

По состоянию на 1832 год численность населения провинции оценивалась в 14 млн человек. В 2021 году численность населения Фуцзяни оценивалась в 41,87 млн человек, а уровень урбанизации составлял 69,7 %.

### Этнические группы

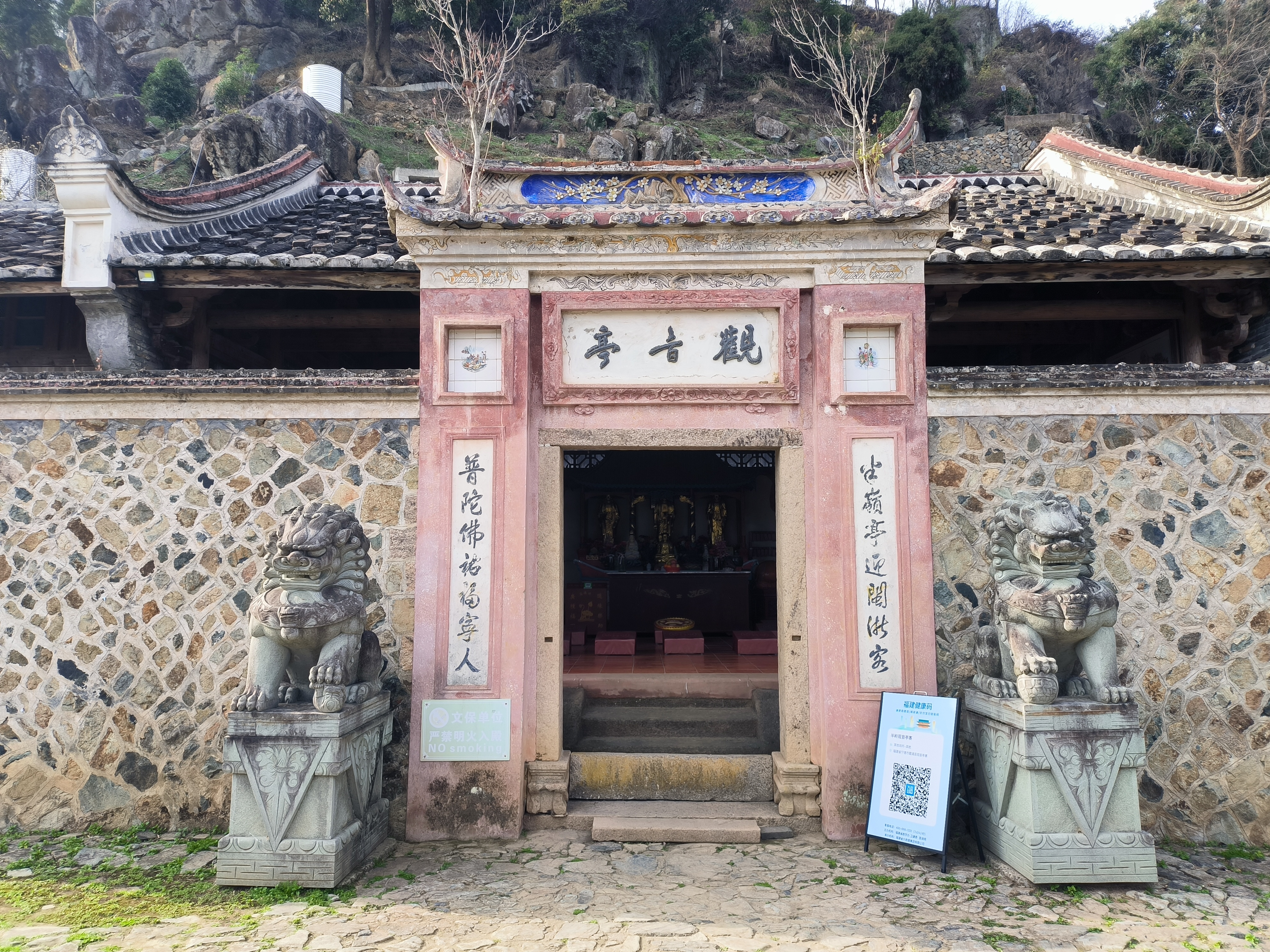
Храм Гуаньинь в деревне шэ в Сяпу

По данным переписи населения КНР 2010 года, первые пять народностей по численности населения в провинции Фуцзянь были следующие:
| Народность | Население  |
| ---------- | ---------- |
| ханьцы     | 36 097 362 |
| шэ         | 365 514    |
| хуэй       | 115 978    |
| туцзя      | 89 824     |
| мяо        | 88 017     |

Фуцзяньские ханьцы составляют около 98 % населения провинции. Среди ханьцев преобладающей этнолингвистической и субкультурной подгруппой являются миньцы, которые, в свою очередь, делятся на четыре субгруппы — хокло, фучжоусцы, путяньцы и фучжоуские танка. Отдельной группой ханьцев являются хакка, проживающие в центральной и юго-западной части Фуцзяни.
Крупнейшим этническим меньшинством являются шэ, проживающие в северной части Фуцзяни, особенно в отдельных деревнях округов Ниндэ и Наньпин. Также в провинции расселены пришлые туцзя и мяо. Мусульмане-хуэй сконцентрированы в приморских городах.

### Диаспора
Многие хуацяо в Юго-Восточной Азии и Америке ведут своё происхождение от фуцзяньских хокло и чаошаньцев. Потомки эмигрантов, говорящие на южноминьских языках, составляют большинство среди этнических китайцев на Тайване и Филиппинах, в Таиланде, Сингапуре, Брунее, Индонезии и Австралии. Фучжоусцы, говорящие на восточноминьском языке, составляют значительную часть китайцев в США.

### Языки
- Южноминьские языки
- Пусяньский
- Восточноминьский
- Северноминьский
- Центральноминьский
- идиомы Шаоу-Цзянлэ

Местные ханьцы говорят на различных диалектах южноминьских языков, в том числе на хокло и чаошань. Местные хакка, особенно на границе Фуцзяни и Гуандуна, говорят на диалектах языка хакка. В районах вдоль границы с провинцией Цзянси распространены локальные диалекты языка гань, а в районах вдоль границы с провинцией Чжэцзян — диалекты языка у. Пришлые трудовые мигранты из Центрального и Северного Китая, осевшие в приморских городах, говорят на различных диалектах севернокитайского языка.

### Религия
Большинство верующих ханьцев исповедуют шэнизм, даосизм, конфуцианство и буддизм. В сельской местности особенно распространён культ предков, а в прибрежных районах — культ богини Мацзу. Кроме того, имеются общины христиан (около 3,5 % населения провинции), включая католиков, протестантов и членов различных христианских сект и культов, а также общины мусульман и манихеев.

### Урбанизация
По состоянию на 2020 год крупнейшими городскими агломерациями провинции являлись (без учёта сельских уездов):
- Сямынь (4,617 млн)
- Фучжоу (3,723 млн)
- Путянь (1,539 млн)
- Цюаньчжоу (1,469 млн)
- Цзиньцзян (1,416 млн)
- Наньань (936 тыс.)
- Лунъянь (886 тыс.)
- Чжанчжоу (845 тыс.)
- Фуцин (744 тыс.)
- Шиши (590 тыс.)

## Административное деление
Провинция делится на 8 городских округов и 1 город субпровинциального значения.
| Карта | №         | Русское название | Китайское название | Пиньинь                           | Статус |
| ----- | --------- | ---------------- | ------------------ | --------------------------------- | ------ |
|       |           |                  |                    |                                   |        |
| 1     | Фучжоу    | 福州市           | Fúzhōu Shì         | Городской округ                   |        |
| 2     | Сямынь    | 厦门市           | Xiàmén Shì         | Город субпровинциального значения |        |
| 3     | Лунъянь   | 龙岩市           | Lóngyán Shì        | Городской округ                   |        |
| 4     | Наньпин   | 南平市           | Nánpíng Shì        | Городской округ                   |        |
| 5     | Ниндэ     | 宁德市           | Níngdé Shì         | Городской округ                   |        |
| 6     | Путянь    | 莆田市           | Pútián Shì         | Городской округ                   |        |
| 7     | Цюаньчжоу | 泉州市           | Quánzhōu Shì       | Городской округ                   |        |
| 8     | Саньмин   | 三明市           | Sānmíng Shì        | Городской округ                   |        |
| 9     | Чжанчжоу  | 漳州市           | Zhāngzhōu Shì      | Городской округ                   |        |

## Вооружённые силы
В Фучжоу расположены штаб сухопутных войск Восточного военного округа и военно-морская база Восточного флота; в Сямыне — штаб 73-й группы армий и военно-морская база Восточного флота; в Юнъане — штаб 614-й ракетной бригады. Также в провинции дислоцирована бригада морской пехоты.

## Экономика
Фуцзянь является крупным центром по производству рюкзаков, сумок и чемоданов. В первой половине 2024 года экспорт чемоданов, сумок и рюкзаков из провинции достиг 12,87 млрд юаней (1,78 млрд долл. США), увеличившись на 13,6 % по сравнению с аналогичным периодом прошлого года. 

### Промышленность
В провинции базируются компании Contemporary Amperex Technology (аккумуляторы), Zijin Mining Group и Fujian Rare Earth Group (цветные металлы), Fuyao Glass (стекло), XTC New Energy Materials (химикаты для аккумуляторов), TPV Electronics Fujian, Fuzhou BOE Optoelectronics Technology, Xiamen Tianma Micro-Electronics и TPK Touch Solutions Xiamen (мониторы и дисплеи), Furi Electronics и Sanan Optoelectronics (компьютеры и электронные компоненты), Star-Net Communication (телекоммуникационное оборудование), King Long Motor Group (автобусы), JTEKT Steering Systems Xiamen (автокомплектующие), Aonong Biological (комбикорма), Sunner Development (мясо птицы), Longyan Tobacco Industrial (сигареты), Xianglu Petrochemicals (химическая продукция), Hexing Packaging Printing (упаковочные материалы).

### Энергетика
Вдоль морского побережья провинции активно развивается офшорная ветряная энергетика; среди крупнейших инвесторов — State Grid Corporation of China, China Huadian Corporation, Power Construction Corporation of China и China Three Gorges Corporation.

### Электронная коммерция
По объёму выручки интернет-компаний Фуцзянь входит в первую пятёрку регионов Китая, уступая лишь Гуандуну, Шанхаю, Пекину и Чжэцзяну.

### Сельское и лесное хозяйство

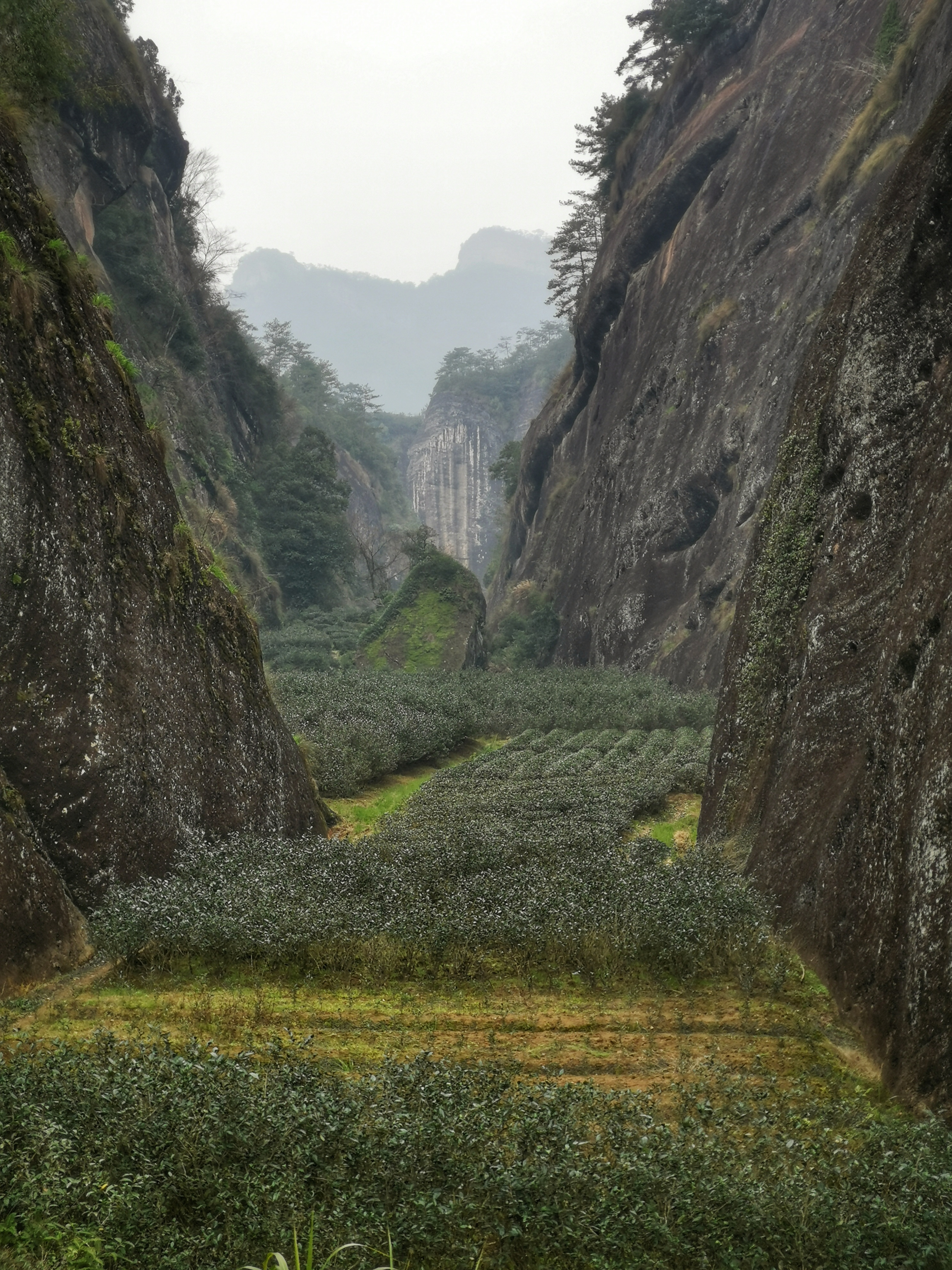
Плантации чая в горах Уишань

В провинции выращивают рис, чай, овощи, фрукты и грибы, разводят свиней, кур, уток, пресноводную рыбу и морепродукты. 
Важное значение имеет переработка бамбука, под которым в провинции Фуцзянь занято более 1 млн гектаров плантаций. Бамбук используется для производства свежих и консервированных съедобных побегов, пиломатериалов, напольных покрытий, мебели, лигнина, активированного угля, строительных касок и шляп; бамбуковые опилки сжигают на электростанциях в качестве биомассы.
Фуцзянь занимает первое место в Китае по объёму чайной промышленности. В 2022 году объем производства всей чайной индустрии провинции превысил 150 млрд юаней (21,1 млрд долл. США); экспорт чая превысил 3,5 млрд юаней; площадь чайных плантаций составила 3,61 млн му (около 240 667 га), с которых было собрано 520 тыс. тонн чая-сырца.
Также Фуцзянь занимает первое место в стране по объему разведения морских ушек. В 2022 году объем производства морских ушек в провинции достиг 182 тыс. тонн, составив почти 80 % от общего объема производства в стране.

### Связь
По состоянию на декабрь 2020 года в провинции Фуцзянь было построено более 20 тыс. базовых станций 5G.

### Внешняя торговля
Основными статьями экспорта являются электромеханическая, сельскохозяйственная и фармацевтическая продукция, основными статьями импорта — уголь, природный газ, сельскохозяйственная продукция и железная руда. Ведущими торговыми партнерами провинции являются АСЕАН (прежде всего Индонезия, Филиппины и Вьетнам), США и Европейский союз.

### Благосостояние
В провинции Фуцзянь, как и в большинстве провинций Китая, минимальная заработная плата устанавливается разного уровня, в зависимости от уровня развития провинции, её районов и стоимости жизни. В Фуцзяни существует четыре уровня минимальной заработной платы. По состоянию на 2022 год минимальный размер оплаты труда в провинции составлял: зона А — 2030 юаней ($318,30) и 21 юаней ($3,29) в час, зона B — 1960 юаней ($307,32) и 20,5 юаней ($3,21) в час, зона C — 1810 юаней ($283,80) и 19 юаней ($2,98) в час, зона D — 1660 юаней ($260,28) и 17,5 юаней ($2,74) в час.

## Культура
В список Всемирного наследия ЮНЕСКО занесены следующие объекты, расположенные на территории провинции Фуцзянь:
- Горы Уишань[1];
- Тулоу[1];
- Ландшафты Тайнина — часть ландшафтов Данься[1];
- Остров Гуланъюй [1];
- Цюаньчжоу — мировой центр торговли в Китае эпохи династий Сун—Юань[1].

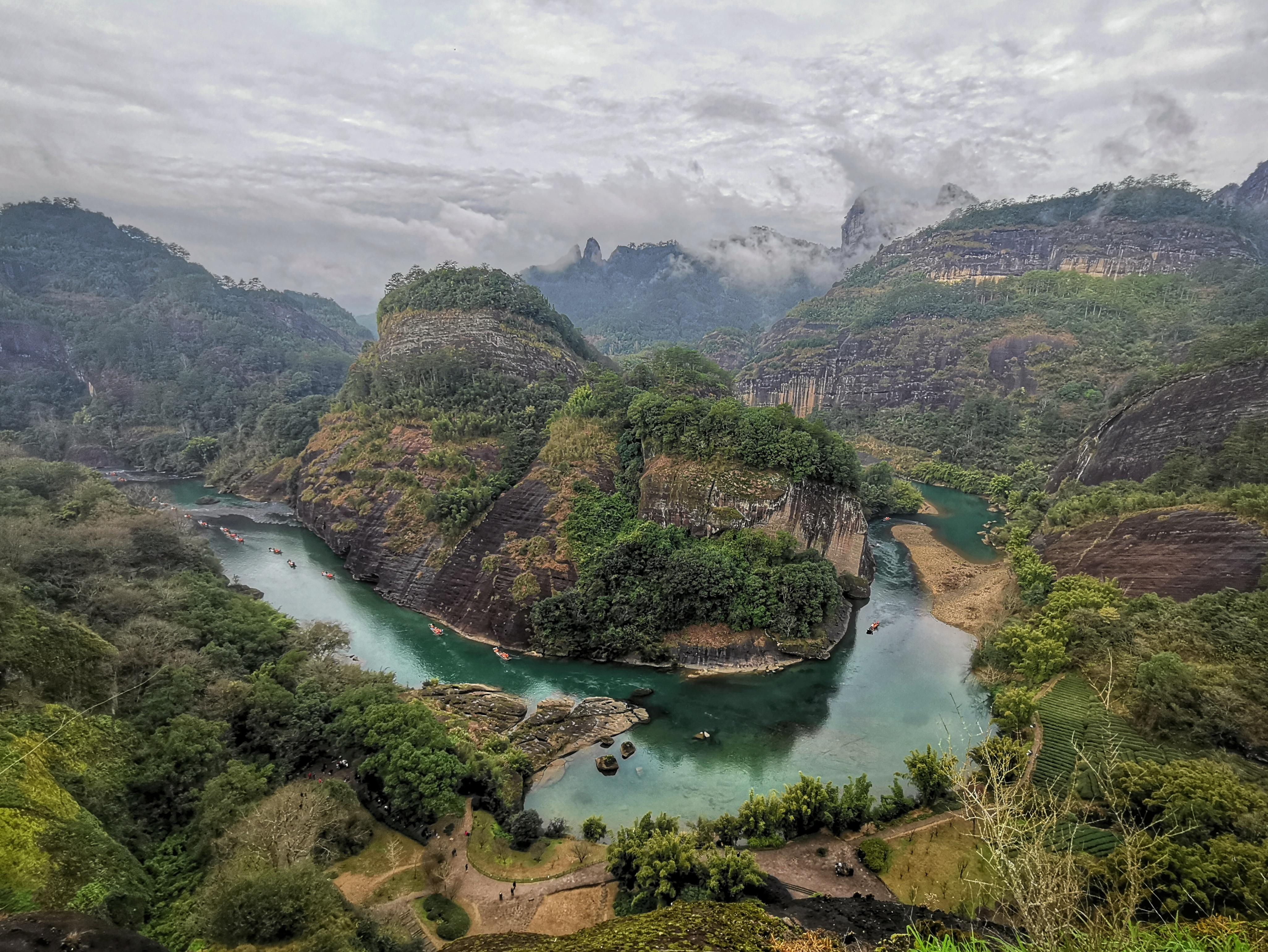
Горы Уишань
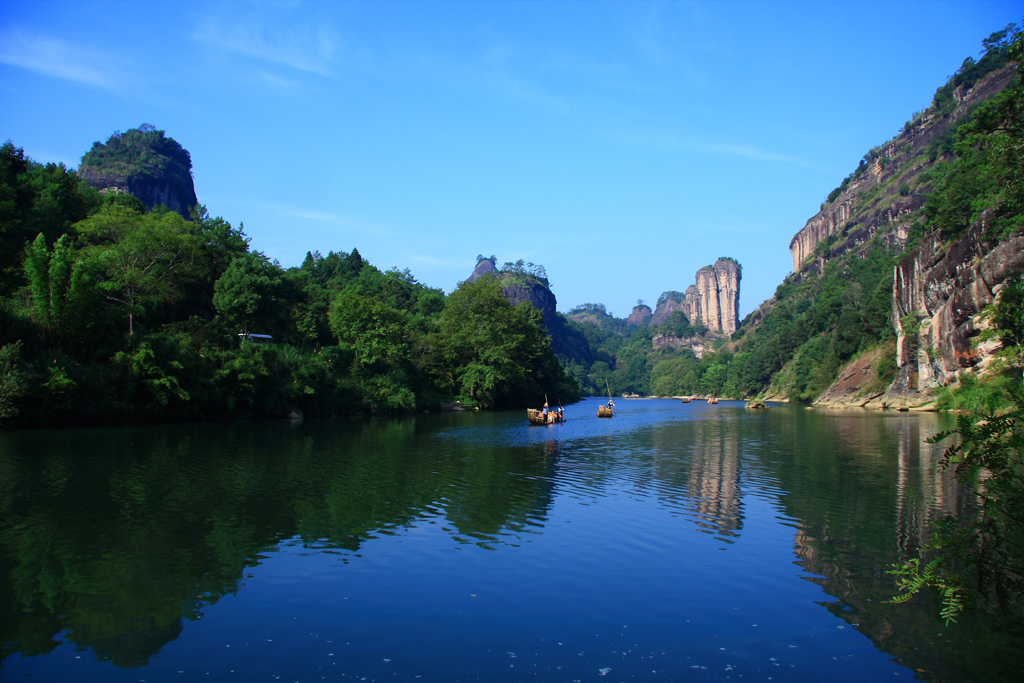
Горы Уишань
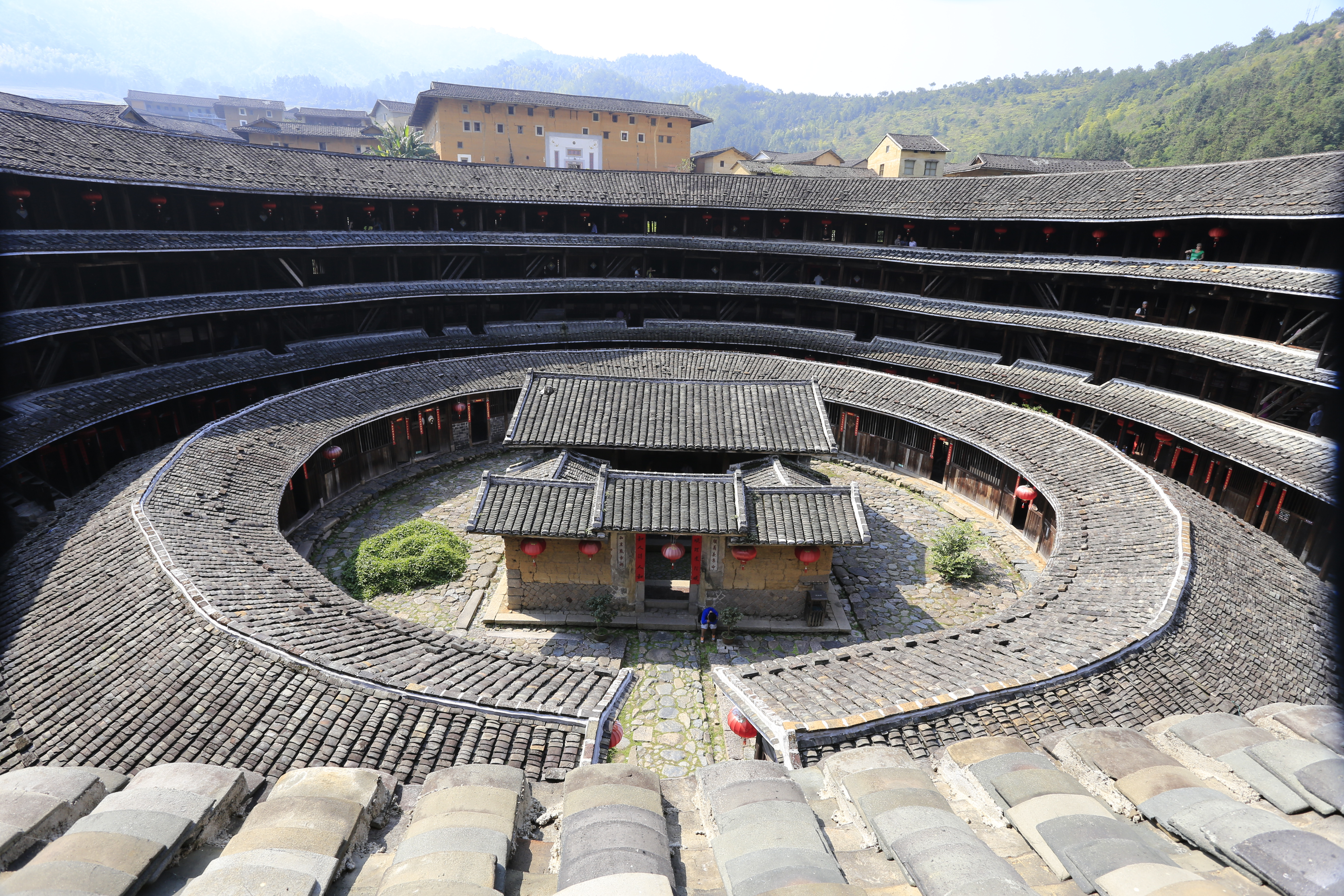
Тулоу в Чуси
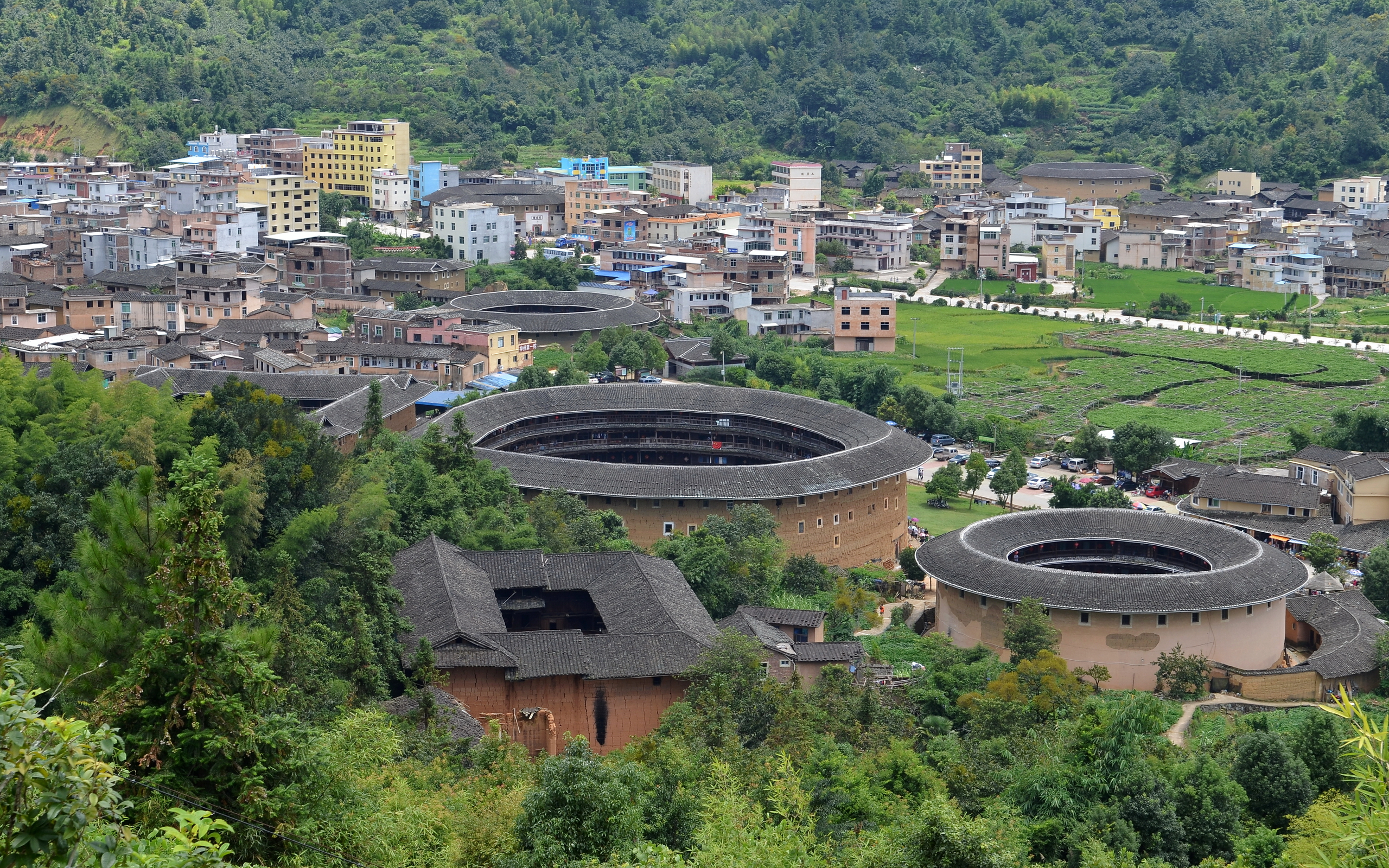
Тулоу в Гаобэй

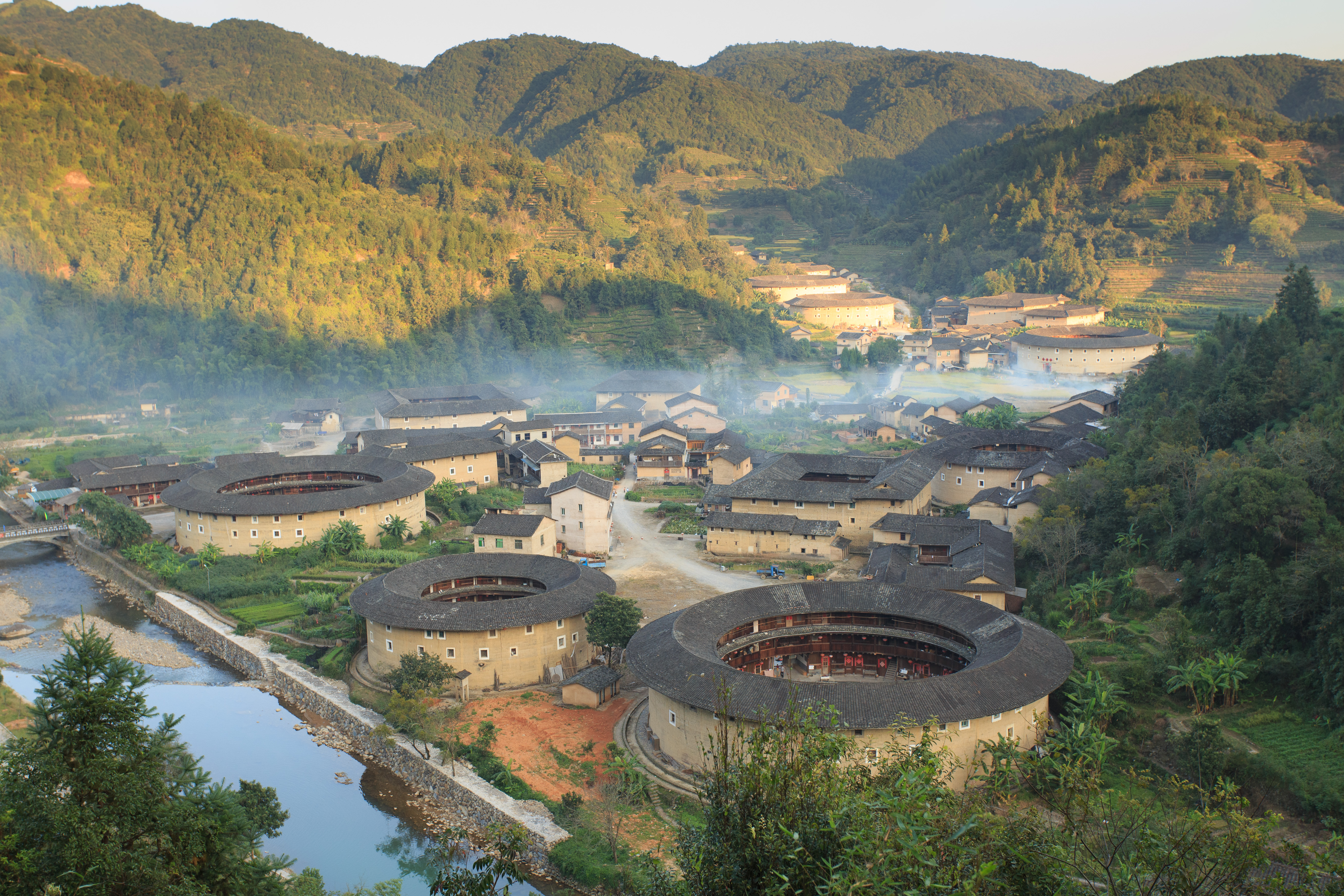
Тулоу в Хэкэн
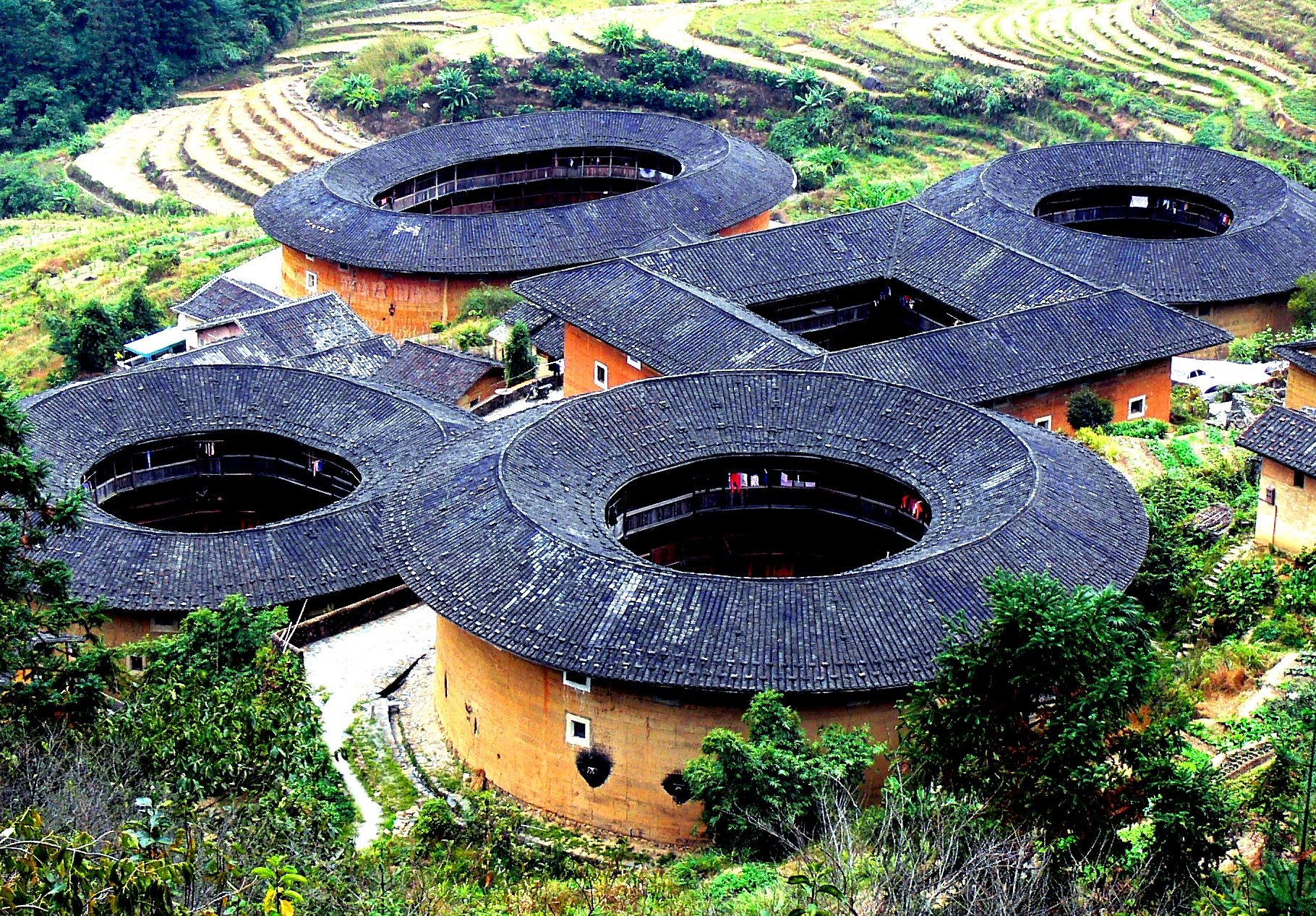
Тулоу в Тяньлокэн
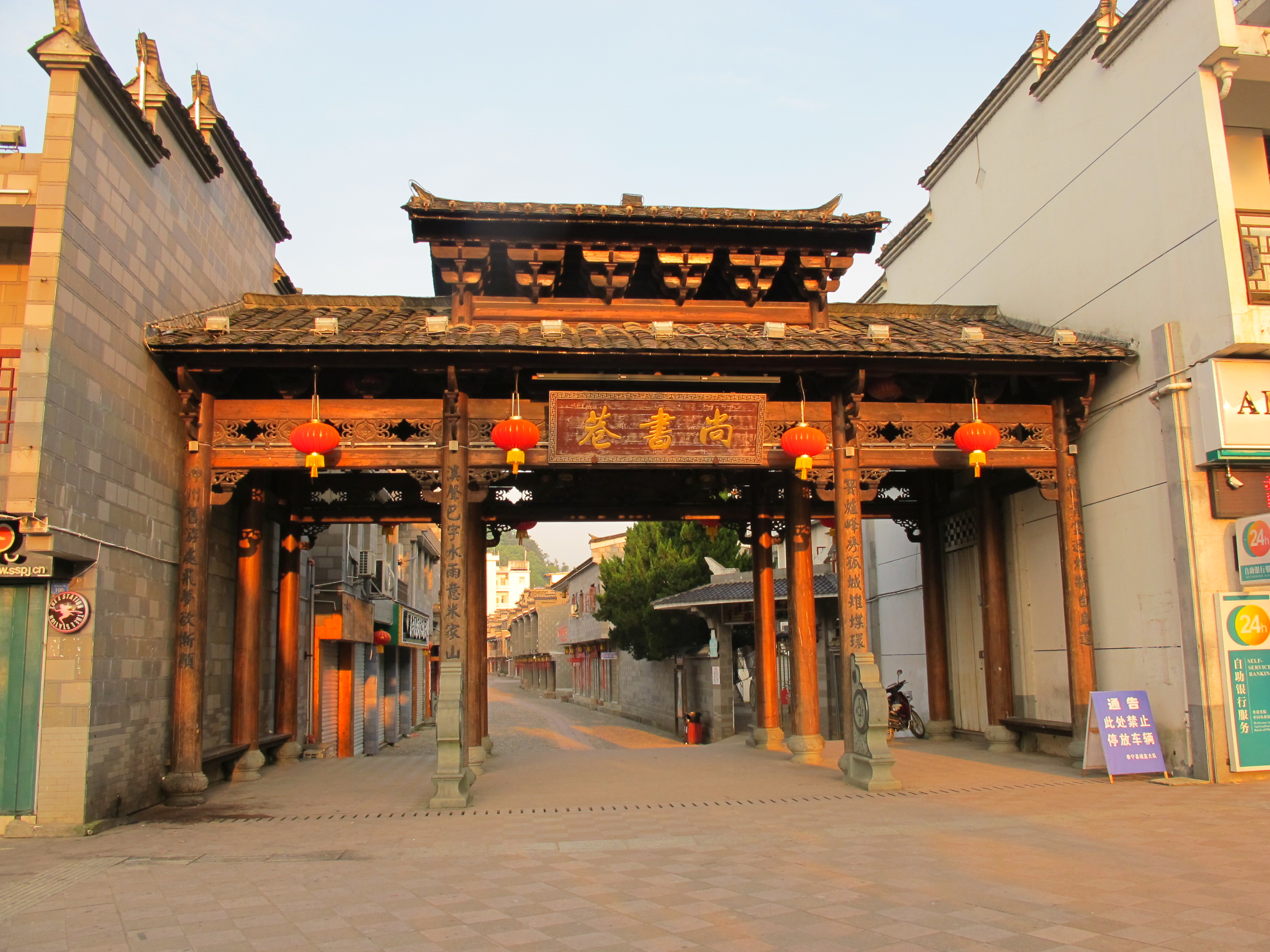
Старый город в Тайнине
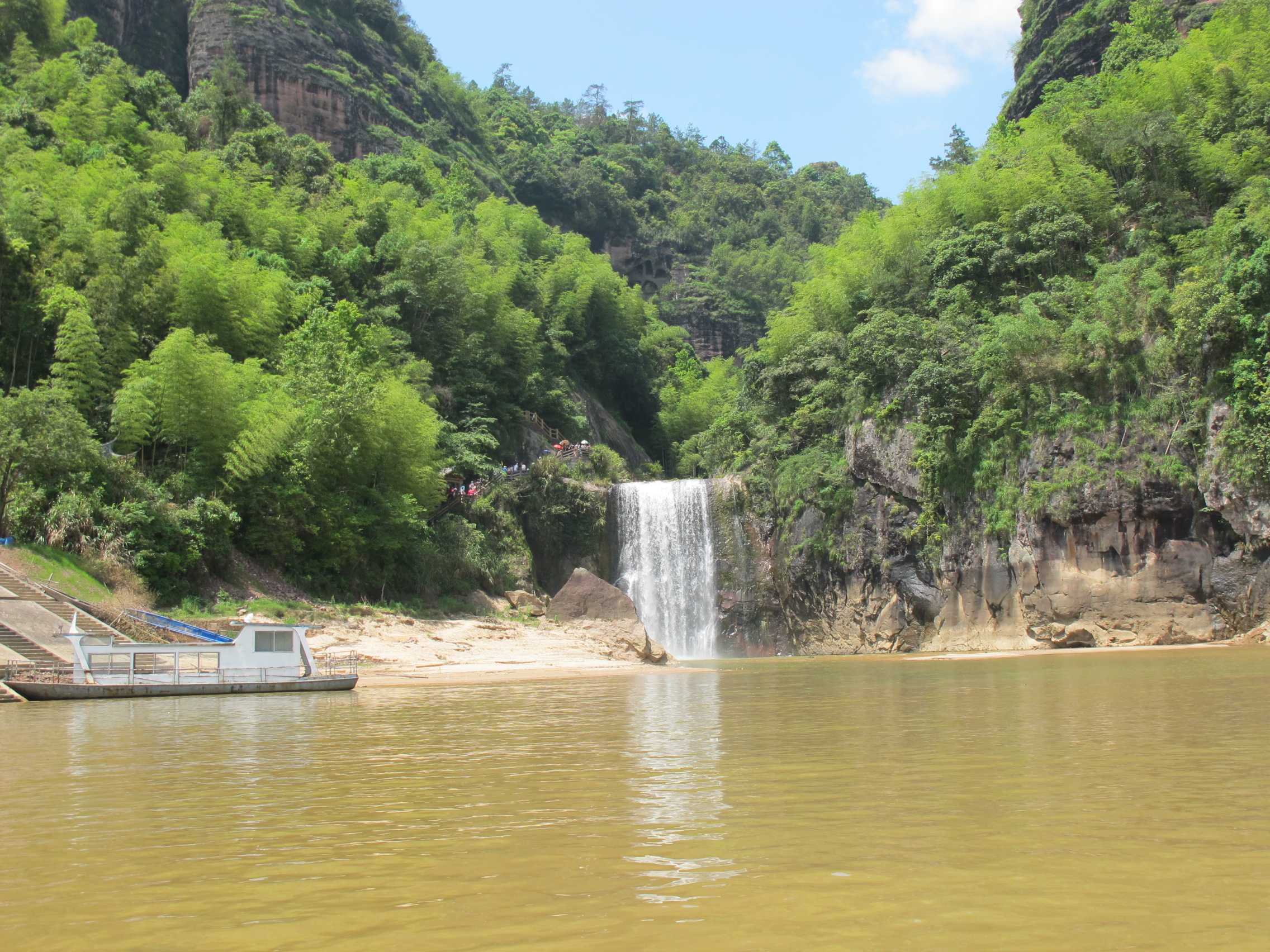
Озеро Дазцинь в Тайнине

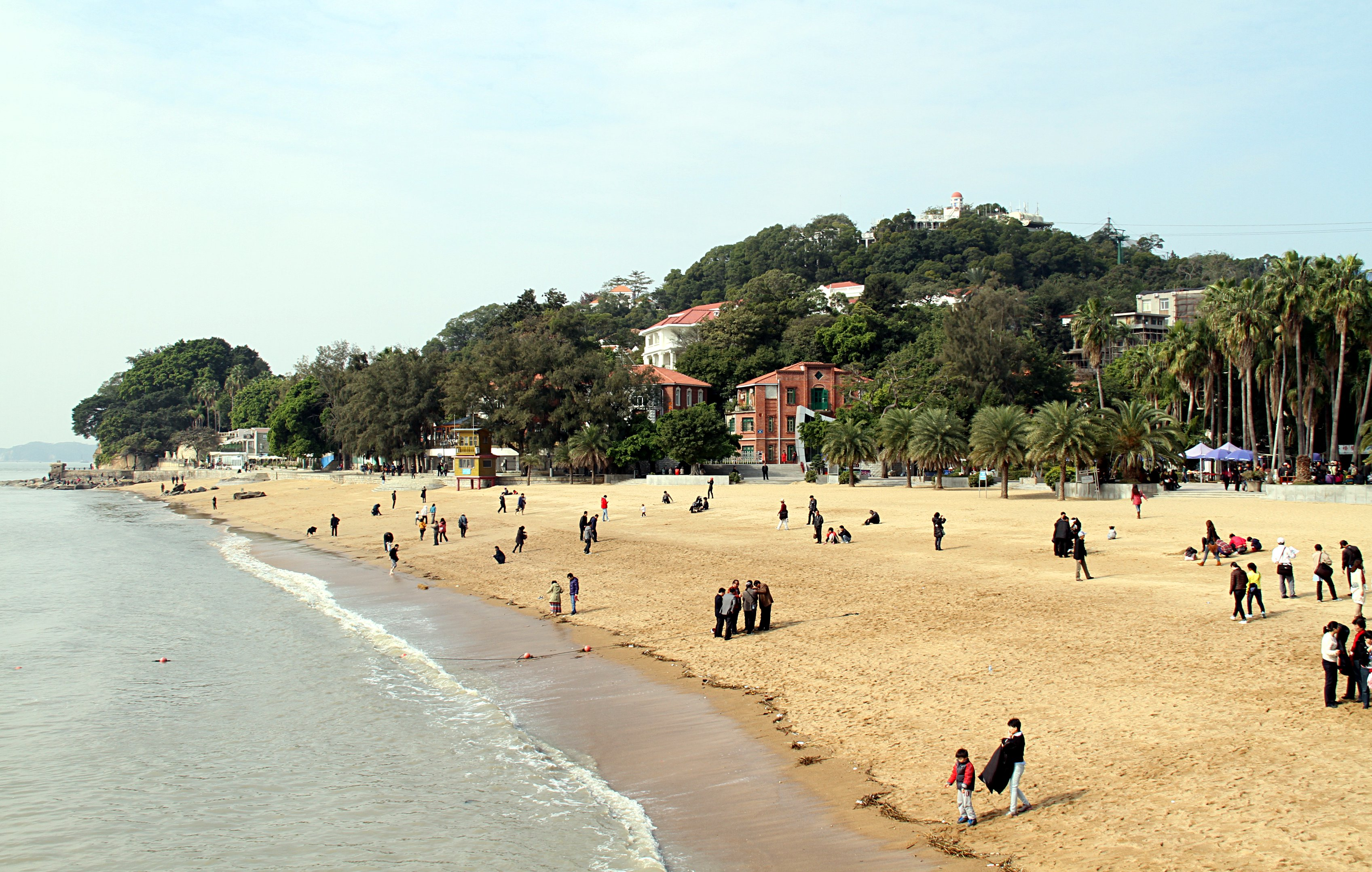
Пляж на острове Гуланъюй
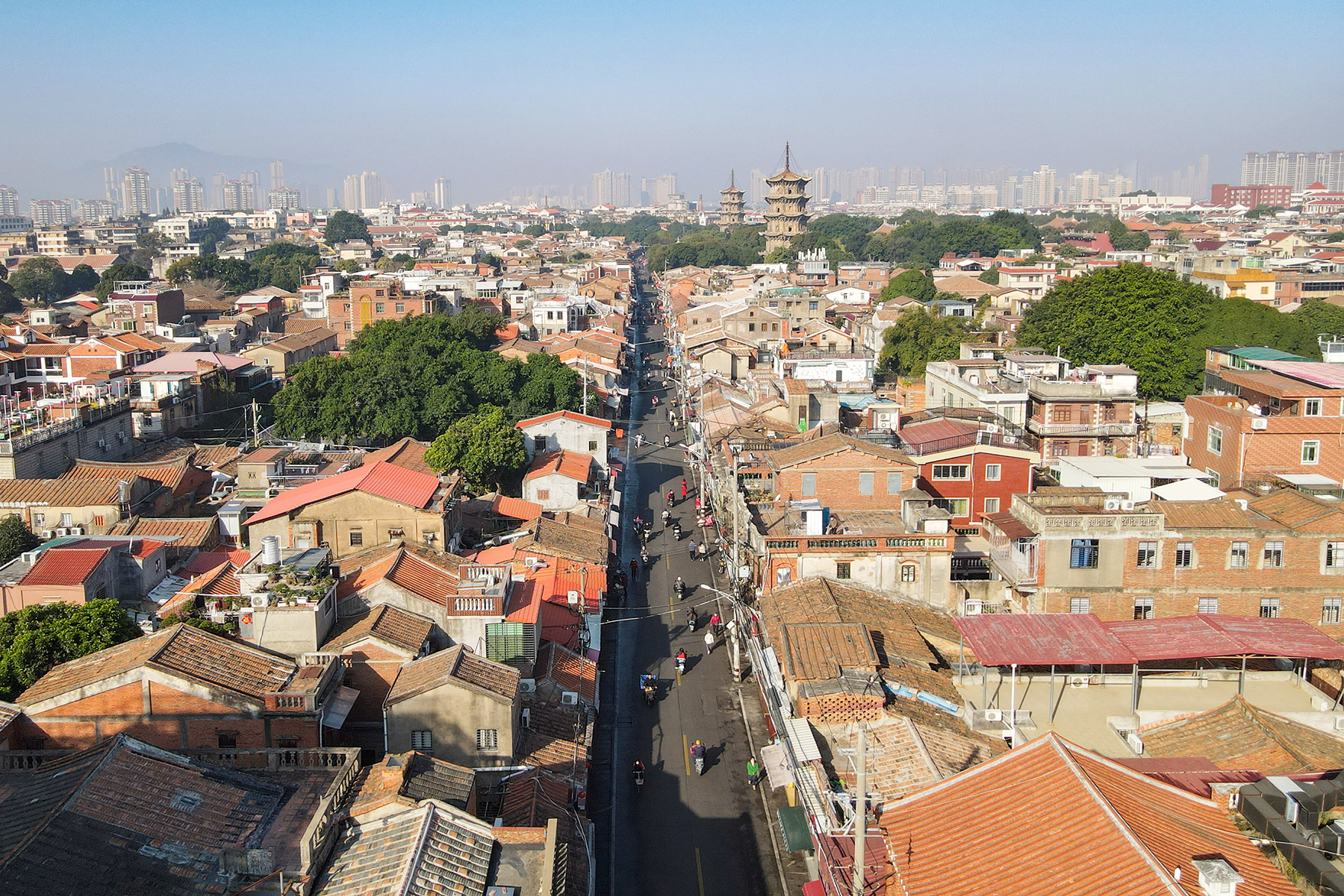
Старый город в Цюаньчжоу
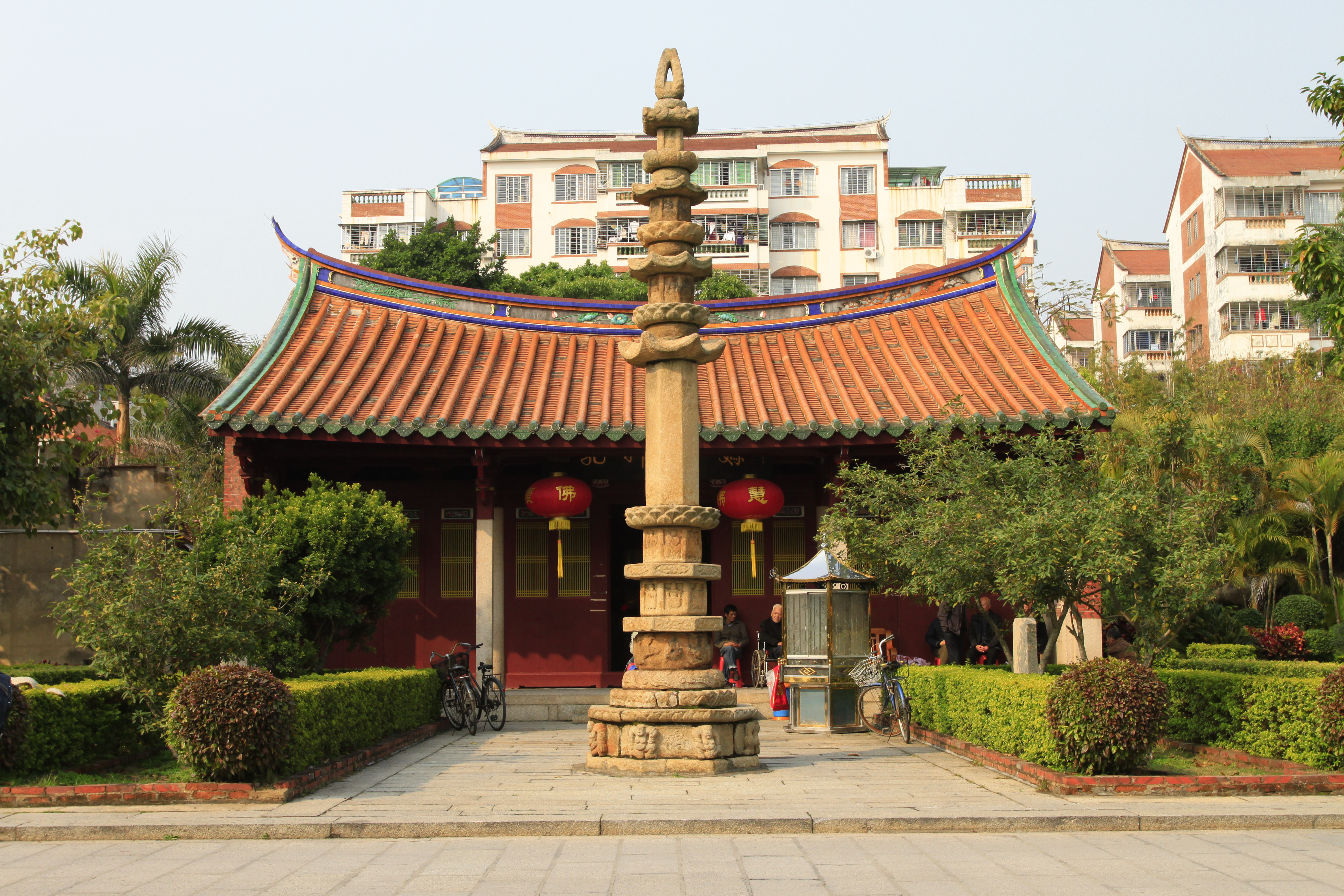
Храм Чэнтянь в Цюаньчжоу
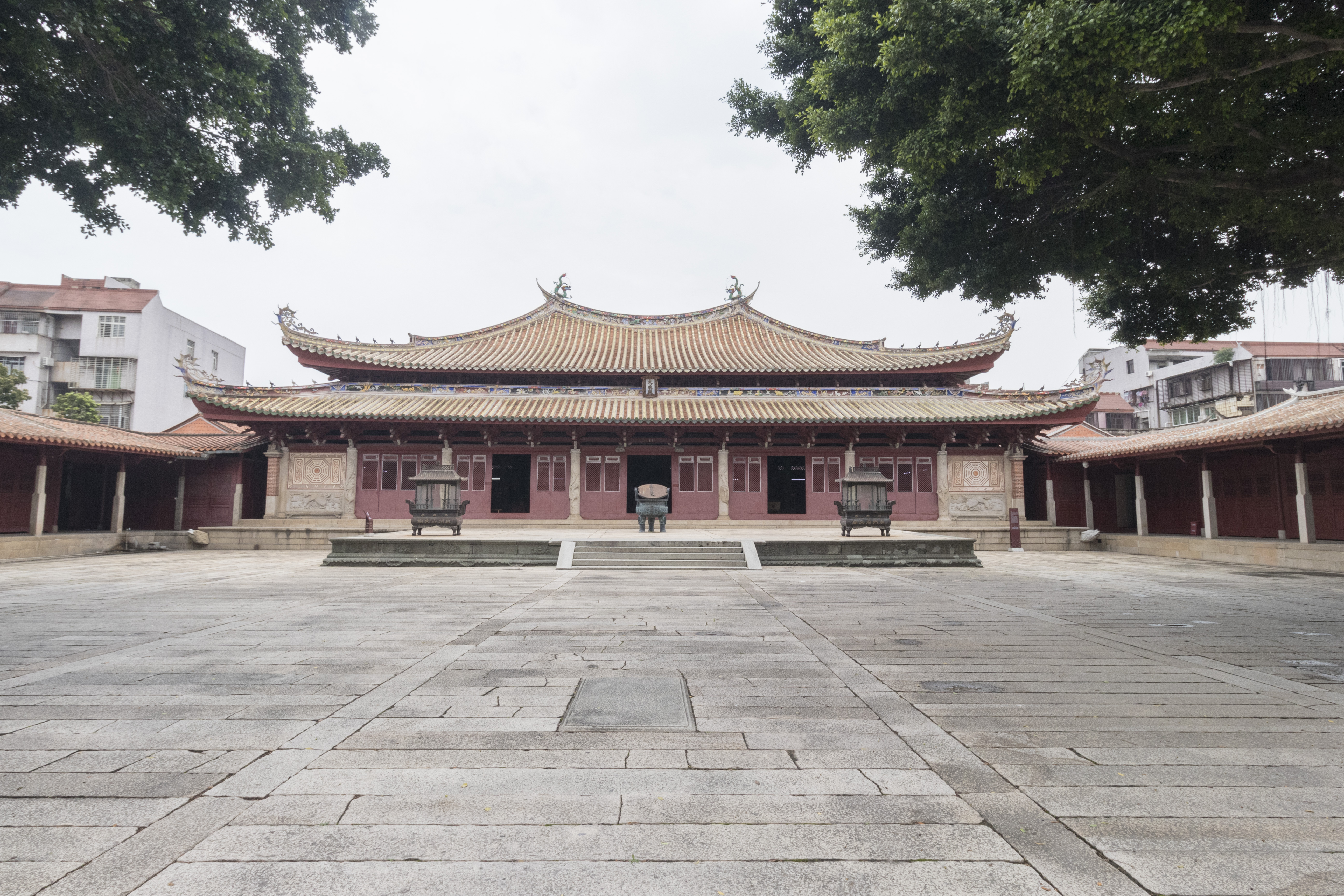
Конфуцианский храм в Цюаньчжоу

## Наука

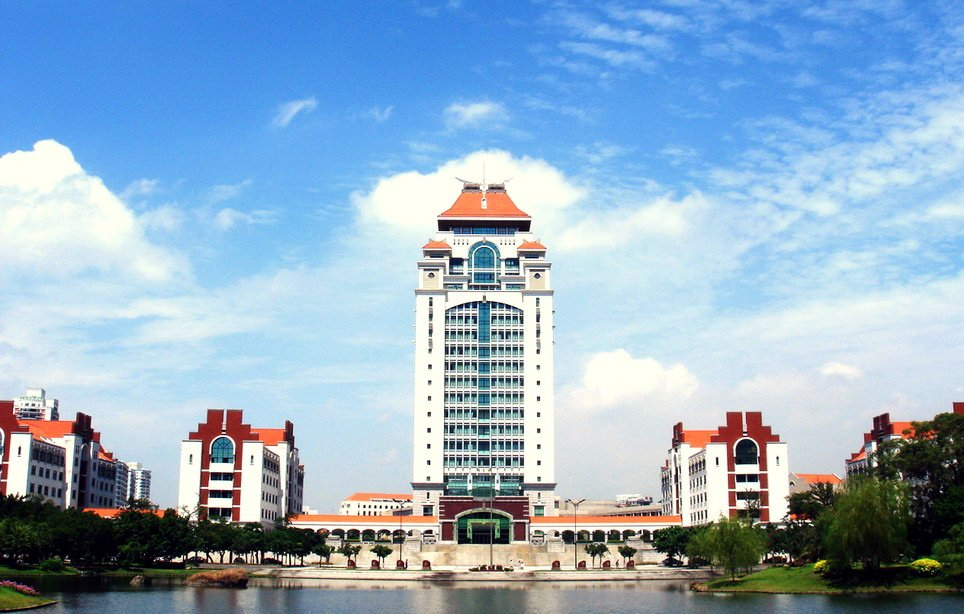
Сямыньский университет

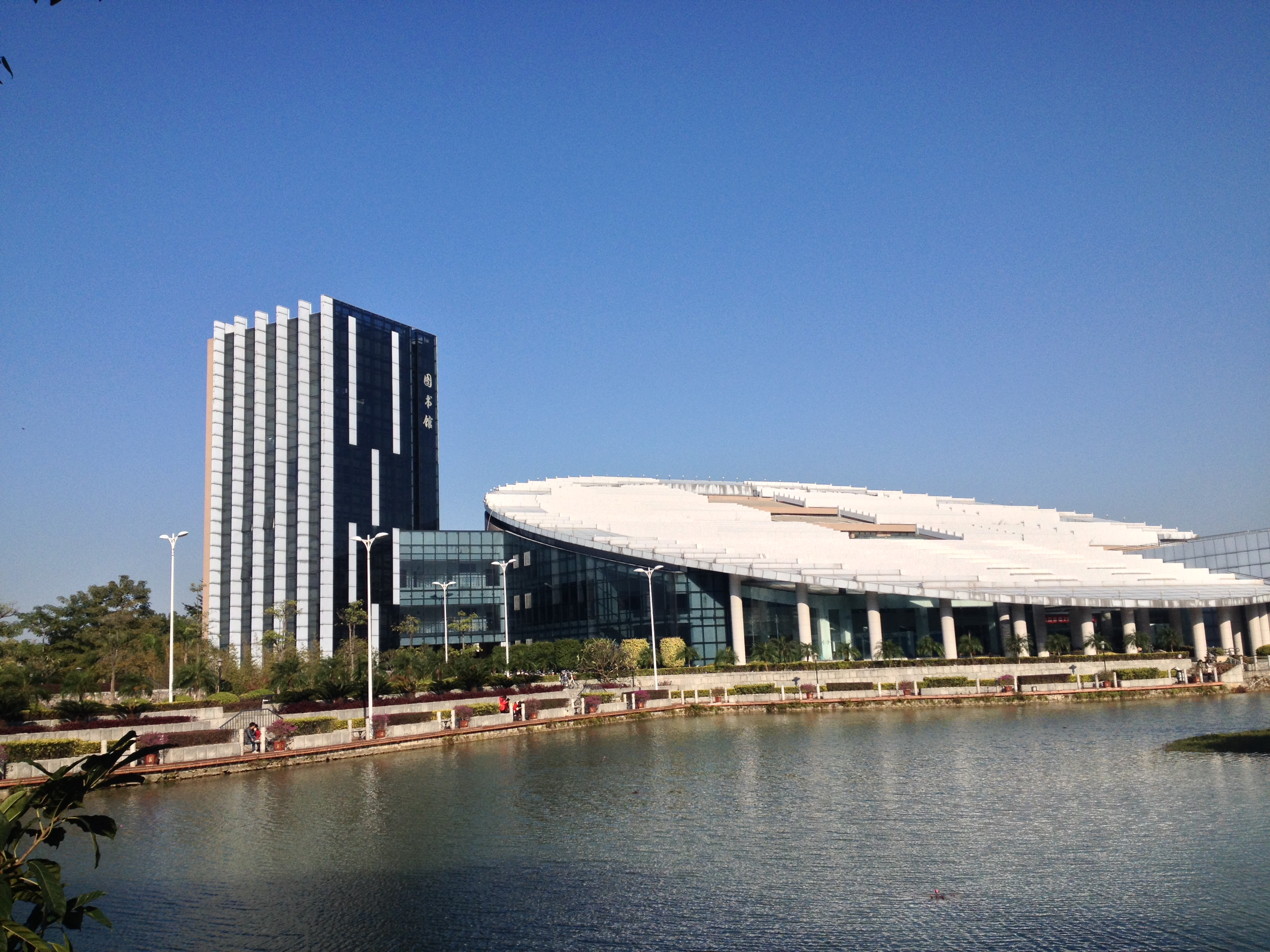
Фуцзяньский медицинский университет

Ведущими научно-исследовательскими учреждениями провинции Фуцзянь являются Сямыньский университет, Фучжоуский университет, Фуцзяньский институт исследований структуры материи Китайской академии наук (Фучжоу), Государственная ключевая лаборатория структурной химии (Фучжоу), Фуцзяньский университет сельского и лесного хозяйства (Фучжоу), Фуцзяньский медицинский университет (Фучжоу), Фуцзяньский педагогический университет (Фучжоу), больница Чжуншань Сямыньского университета (Сямынь), университет Хуацяо (Цюаньчжоу и Сямынь), Фуцзяньский университет традиционной китайской медицины (Фучжоу).
Другими важными научно-исследовательскими учреждениями Фуцзяни являются Союзная больница Фуцзяньского медицинского университета (Фучжоу), Институт городской среды Китайской академии наук (Сямынь), университет Цзимэй (Сямынь).